# Daniel Dawdo
Daniel Władysław Dawdo (ur. 9 grudnia 1999 w Kłodzku) – polski koszykarz występujący na pozycji skrzydłowego. Obecnie zawodnik Górnika Zamek Książ Wałbrzych. Brat bliźniak Konrada Dawdo, również grającego w koszykówkę w tym samym klubie.
20 października 2023 podpisał krótkoterminową umowę z Górnikiem Zamek Książ Wałbrzych.

## Osiągnięcia
stan na 24 października 2023, na podstawie, o ile nie zaznaczono inaczej.

### Drużynowe

#### Seniorskie
- Mistrz FIBA Europe Cup[3] (2023)
- Awans z drużyną Weegree AZS Politechnika Opolska do 1LM[4] (2019)

#### Młodzieżowe
- Mistrz Polski:
  - juniorów (2017)
  - kadetów (2015)

### Reprezentacja

#### Młodzieżowe
- Uczestnik FIBA 3x3 U18 World Cup (2017 – 14. miejsce)